# موکر دوور (استان پومرانی)
موکر دوور (استان پومرانی) (به لاتین: Mokry Dwór) یک روستا در لهستان است که در گمینا پروشچ گدانگسکی واقع شده‌است. موکر دوور ۲۱۸ نفر جمعیت دارد.